# Arbellara
Arbellara est une commune française située dans la circonscription départementale de la Corse-du-Sud et le territoire de la collectivité de Corse. Le village appartient à la piève de Viggiano.

## Géographie
Arbellara fait partie du Viggiano.

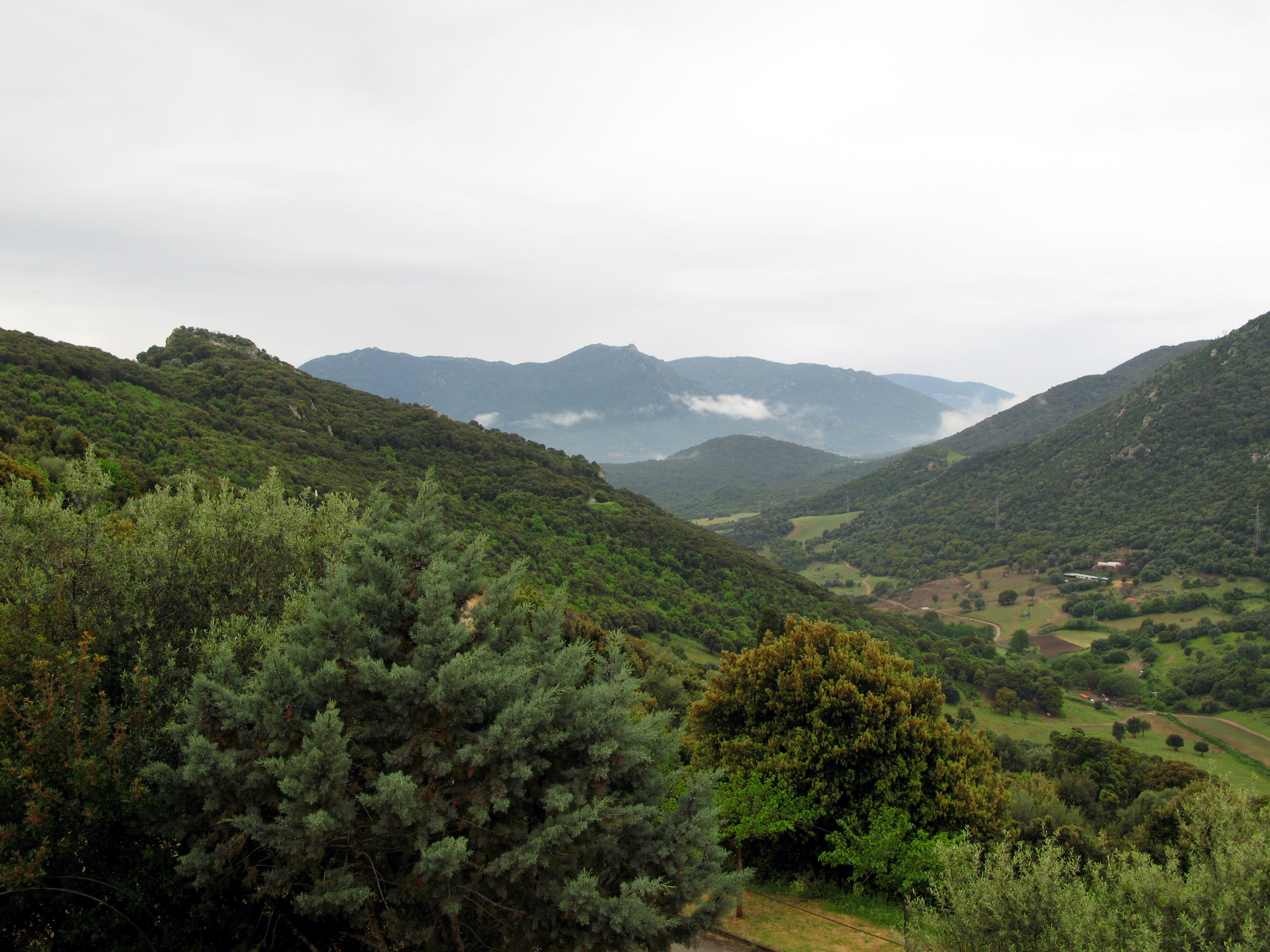
Verte vallée au printemps.

Le territoire de la commune est traversé par le Rizzanese.

## Urbanisme

### Typologie
Au 1er janvier 2024, Arbellara est catégorisée commune rurale à habitat dispersé, selon la nouvelle grille communale de densité à sept niveaux définie par l'Insee en 2022.
Elle est située hors unité urbaine. Par ailleurs la commune fait partie de l'aire d'attraction de Propriano, dont elle est une commune de la couronne,. Cette aire, qui regroupe 13 communes, est catégorisée dans les aires de moins de 50 000 habitants,.

### Occupation des sols
L'occupation des sols de la commune, telle qu'elle ressort de la base de données européenne d’occupation biophysique des sols Corine Land Cover (CLC), est marquée par l'importance des forêts et milieux semi-naturels (65,7 % en 2018), néanmoins en diminution par rapport à 1990 (67,9 %). La répartition détaillée en 2018 est la suivante : 
milieux à végétation arbustive et/ou herbacée (59,8 %), prairies (17,8 %), zones agricoles hétérogènes (12,9 %), forêts (5,9 %), zones urbanisées (2,2 %), cultures permanentes (1,5 %). L'évolution de l’occupation des sols de la commune et de ses infrastructures peut être observée sur les différentes représentations cartographiques du territoire : la carte de Cassini (XVIIIe siècle), la carte d'état-major (1820-1866) et les cartes ou photos aériennes de l'IGN pour la période actuelle (1950 à aujourd'hui).

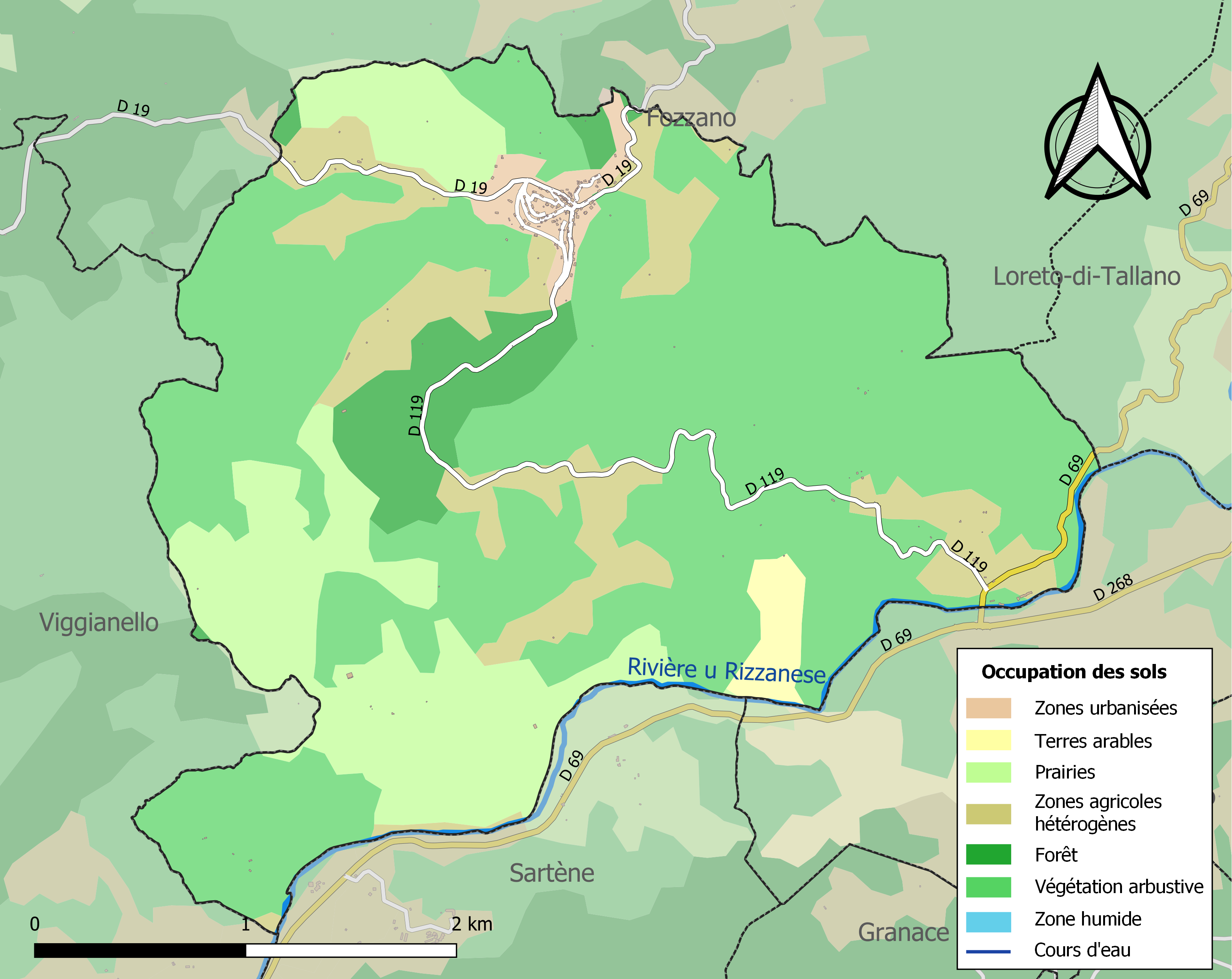
Carte des infrastructures et de l'occupation des sols de la commune en 2018 (CLC).

## Toponymie
En corse, la commune se nomme Arbiddali.

## Histoire
- Pillage et massacre par les Turcs en 1583.
- Représailles des habitants du village, pillage et massacre des Turcs en 1584.

## Politique et administration
| Période                                  | Période  | Identité                                       | Étiquette | Qualité       |
| ---------------------------------------- | -------- | ---------------------------------------------- | --------- | ------------- |
| Les données manquantes sont à compléter. |          |                                                |           |               |
|                                          |          | Pascal Giustiniani                             |           |               |
| 1983                                     | 1995     | Jacques Rotily Forcioli                        | DVD       |               |
| 1995                                     | 2008     | Michèle Rotily Forcioli (née Morvan)           | DVD       |               |
| 2008                                     | En cours | Marie-Antoinette Carrier (née Rotily Forcioli) | DVD       | Fonctionnaire |

## Démographie
L'évolution du nombre d'habitants est connue à travers les recensements de la population effectués dans la commune depuis 1800. Pour les communes de moins de 10 000 habitants, une enquête de recensement portant sur toute la population est réalisée tous les cinq ans, les populations de référence des années intermédiaires étant quant à elles estimées par interpolation ou extrapolation. Pour la commune, le premier recensement exhaustif entrant dans le cadre du nouveau dispositif a été réalisé en 2004.

En 2022, la commune comptait 153 habitants, en stagnation par rapport à 2016 (Corse-du-Sud : +7,61 %, France hors Mayotte : +2,11 %).
| 1800 | 1806 | 1821 | 1831 | 1836 | 1841 | 1846 | 1851 | 1856 |
| ---- | ---- | ---- | ---- | ---- | ---- | ---- | ---- | ---- |
| 230  | 239  | 284  | 311  | 300  | 311  | 332  | 303  | 327  |

| 1861 | 1866 | 1872 | 1876 | 1881 | 1886 | 1891 | 1896 | 1901 |
| ---- | ---- | ---- | ---- | ---- | ---- | ---- | ---- | ---- |
| 366  | 353  | 420  | 508  | 472  | 412  | 442  | 393  | 471  |

| 1906 | 1911 | 1921 | 1926 | 1931 | 1936 | 1946 | 1954 | 1962 |
| ---- | ---- | ---- | ---- | ---- | ---- | ---- | ---- | ---- |
| 478  | 596  | 527  | 521  | 597  | 605  | 413  | 254  | 169  |

| 1968 | 1975 | 1982 | 1990 | 1999 | 2004 | 2006 | 2009 | 2014 |
| ---- | ---- | ---- | ---- | ---- | ---- | ---- | ---- | ---- |
| 162  | 153  | 137  | 120  | 111  | 127  | 132  | 134  | 142  |

| 2019 | 2022 | - | - | - | - | - | - | - |
| ---- | ---- | - | - | - | - | - | - | - |
| 160  | 153  | - | - | - | - | - | - | - |

## Culture locale et patrimoine

### Lieux et monuments
- Grande église paroissiale (Saint-Sébastien)[10]. Elle est inscrite à l'Inventaire général du patrimoine culturel[11].
- Haute tour carrée à créneaux dominant le village.
- Restes de tours transformées en demeures (motifs intéressants et belles portes).
- Beaux tombeaux familiaux.
- Pont génois de Spina-Cavallu (monument historique), élégant, en dos d'âne, sur le Rizzanèse.
- Le « Marteau et l'Enclume », rochers dominant le haut de la commune.

### Spécialités culinaires
Aujourd'hui : fromage de brebis, agneau de lait.
Dans le passé : huile d'olive (pressoir à huile), vignes (pressoirs à vin dans les demeures).
Bénédiction des maisons le Samedi saint : on offrait au prêtre œuf, jambon et fromages de brebis.